# No shows
«No shows» es una canción de pop rock del cantante estadounidense Gerard Way. Es el primer sencillo y la tercera pista de su álbum debut, Hesitant alien, del año 2014. Tuvo su estreno radial el 18 de agosto de aquel año.

## Características
Billboard describe a «No shows» como «una contagiosa canción pop envuelta en capas de distorsión mareantes». Al final de la canción, la voz principal que se repite se mezcla con las voces de fondo, las guitarras y la percusión, en lo que aquella revista describe como «una conclusión muy college rock». También agrega que «sí, Way definitivamente está enamorado de los años ochenta».

## Interpretaciones en directo
«No shows» fue interpretada por primera vez por Gerard Way en su presentación debut como solista, el 8 de agosto de 2014 en las inmediaciones de su discográfica, Warner Bros. Records, en Burbank (California); este fue un espectáculo privado, sin anuncio previo.
Way también ha interpretado la canción —por ejemplo— en el Festival de Reading en Inglaterra (el 22 de agosto de 2014), en el talk show estadounidense Conan (transmitido por televisión por la cadena TBS, el 15 de octubre de 2014) y en los Premios Telehit 2014, celebrados el 12 de noviembre de 2014, en la Ciudad de México.

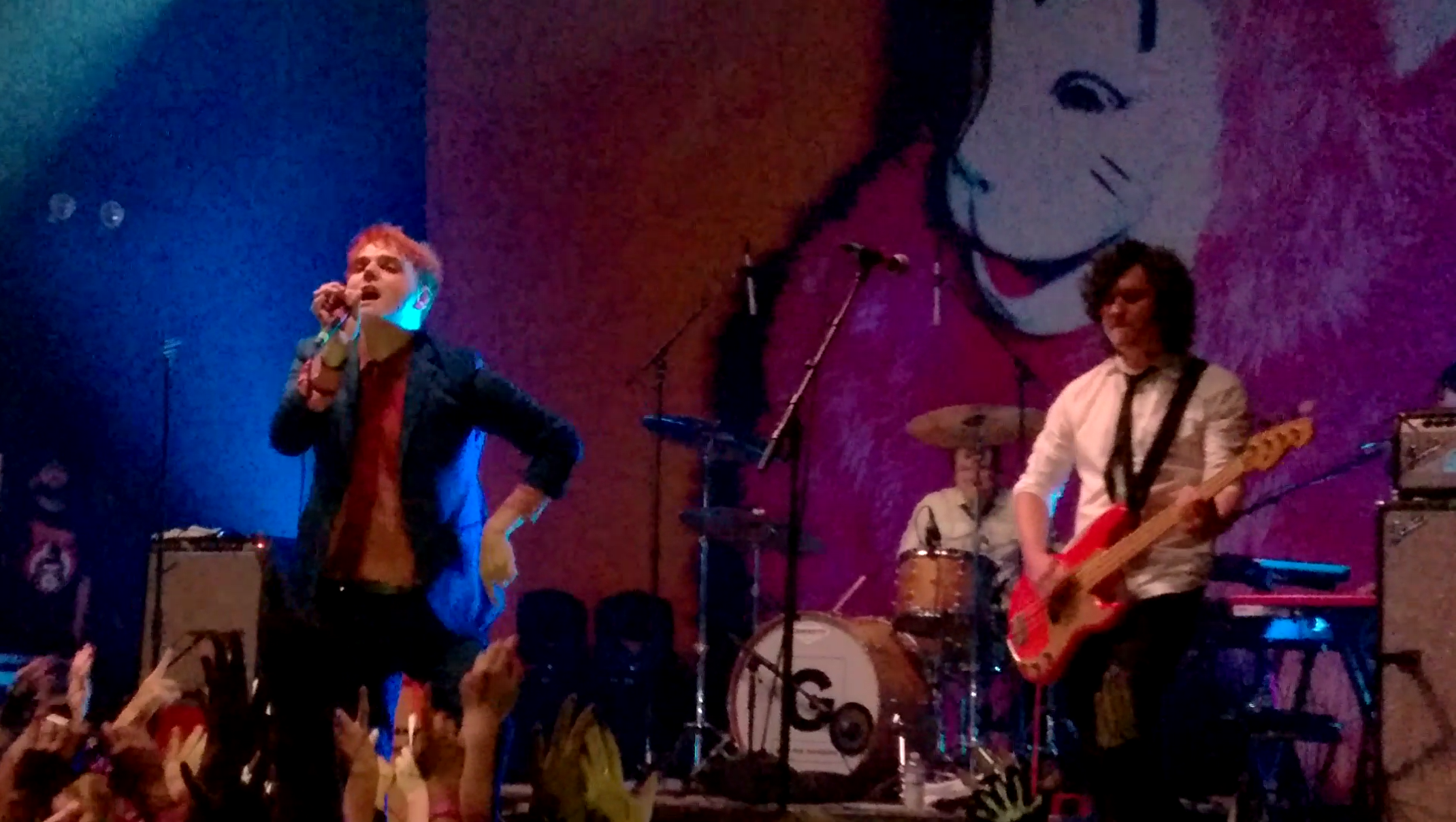
Gerard Way cantando «No shows» en su concierto en el Webster Hall de Nueva York (Estados Unidos), en octubre de 2014.